# 南湖街道 (南充市)
南湖街道，是中华人民共和国四川省南充市嘉陵区下辖的一个乡镇级行政单位。2019年10月25日，南充市人民政府批复同意撤销嘉陵区凤垭街道，将其所属行政区域划归嘉陵区南湖街道管辖，南湖街道办事处驻嘉凤路2号。

## 行政区划
南湖街道下辖以下地区：
茶盘寺社区、都尉坝社区、泥溪口社区、塘殿堰社区、高板桥社区、射洪庙社区、南海社区、石龙桥社区。